# Kocia kołyska
Kocia kołyska (ang. Cat's Cradle) – powieść amerykańskiego pisarza Kurta Vonneguta, opublikowana w 1963 roku. 
Kocia kołyska jest powieścią science fiction posiadającą także cechy satyry politycznej. Narrator utworu, John (lub Jonah), zamierza napisać książkę o Feliksie Hoenikerze, twórcy bomby atomowej, która wybuchła nad Hiroszimą. Zbiera do niej materiały wśród dawnych współpracowników konstruktora. Przepytuje także jego dzieci i trafia na ślad tajemniczej substancji, nad którą rzekomo pracowali Amerykanie, znanej pod kryptonimem lód-9.
Poszukiwania prowadzą go na karaibską wyspę San Lorenzo rządzoną przez Papę Monzano. Monzano sprawuje dyktatorską władzę i próbuje na wyspie zbudować utopię. Jego jedynymi przeciwnikami są wyznawcy bokononizmu, niezwykle oryginalnej religii stworzonej przez samozwańczego proroka Bokonona. Po śmierci Monzano lód-9 (który zamarza w temperaturze pokojowej) wymknie się spod kontroli i spowoduje światową katastrofę.
W 1964 roku książka była nominowana do Nagrody Hugo.